# Улица Фадеева (Самара)
У́лица Вади́ма Фаде́ева — улица в Промышленном районе города Самары. Проходит от Парка Гагарина до Ново-Вокзальной улицы, разделяет 10 и 11 микрорайоны.

## История улицы и происхождение названия
На картах города улица впервые появляется в 1940-х годах и носит название «Седьмая Продольная».
В 1965 году улица переименована в честь Героя Советского Союза, лётчика Вадима Фадеева. На доме 56а (поликлиника) установлена мемориальная доска.

## Транспорт
По улице Фадеева на отрезке от Северного трамвайного депо до Ново-Вокзальной проходят трамвайные маршруты № 19, 20 и 20к. От троллейбусного депо № 3 до улицы 22 Партсъезда проложена троллейбусная контактная сеть.
До остановки «ул. Фадеева» по ул. Ново-Вокзальной едут маршрутные такси № 272, 305д, 395, 396, автобус № 55, трамваи 7, 11, 12.
До остановки «ул. Фадеева» по ул. 22 Партсъезда едут троллейбусы 17, 19, 20, а также автобус 55.

## Почтовые индексы
- 443111: чётные дома № 38-68
- 443081: дом № 47, нечётные дома № 51-67[3]

## Здания и сооружения
По чётной стороне:
- № 38 — Троллейбусное депо № 3
- № 42 — Пункт полиции № 13
- № 52 — Детский сад № 186
- № 56а — Городская поликлиника № 15
- № 58 — Военкомат Промышленного района, Промышленный районный суд

По нечётной стороне:
- № 47 — Управление ветеринарии Самарской области
- № 51 — Северное трамвайное депо
- № 61 — МБОУ школа № 3
- № 67 — Библиотека № 18

## Акции протеста
- Летом 2015 года жители улицы Фадеева вышли на акции протеста против точечной застройки. Граждан возмутило строительство 17-этажного жилого дома между зданием районного суда и поликлиникой № 15, организованное компанией ООО "Монолит". В результате городские власти инициировали судебное разбирательство с владельцем строительной компании Михаилом Калмыковым на расторжение договора купли-продажи и на возврат участка первоначальному собственнику.[4]